# Jiří Stejskal
Jiří Stejskal (21. listopadu 1948, Samotišky – 22. listopadu 1988, Praha) byl olomoucký malíř, absolvent Střední uměleckoprůmyslové školy v Uherském Hradišti. Mezi jeho učitele patřili Karel Hofman a František Nikl.

## Život a dílo
Vyrůstal ve vesnici Samotišky u Olomouce společně se dvěma sestrami. Záliba v kreslení, kterou projevoval už v dětství, ho přivedla ke studiu na Střední uměleckoprůmyslové škole v Uherském Hradišti. Po absolvování školy se plně věnoval malířské tvorbě. Přestože zemřel v pouhých čtyřiceti letech, zanechal po sobě rozsáhlé dílo zahrnující téměř tisícovku obrazů, kreseb a skic.  Dominují v něm portréty a figury zachycené expresivním stylem s výraznou barevností. Vytvořil velkou galerii Olomoučanů: mimořádný je Stejskalův obraz O. F. Bablera na smrtelném loži (uchován v Bablerově pracovně v rodinném sídle). Inspiraci nacházel nejen v tradičním uměleckém prostředí divadel, kaváren a muzikantů, ale i na svých cestách v cizině. Při studijních cestách do Bulharska, Rumunska, Jugoslávie, východního Německa, Polska a především do Španělska kromě nových námětů rozšířil i barevnost svých obrazů. První samostatnou výstavu měl v roce 1969 ve vysokoškolském klubu UP v Olomouci. 
Od roku 1969 představil své dílo na 17 samostatných výstavách a v letech 1977–1988 se zúčastnil více než třiceti kolektivních výstav doma i v zahraničí (SSSR, Polsko). Zastoupen je ve sbírkách Ministerstva kultury ČSR, Galerie Olomouc, Galerie Opava, Galerie Nitra a v řadě soukromých sbírek. V roce 1979 byl odměněn na mezinárodní výstavě v polských Katovicích cenou za portréty dětí.